# Billboard Music Awards
Billboard Music Awards – jedna z czterech najważniejszych nagród przyznawanych corocznie w Stanach Zjednoczonych. Ceremonia wręczenia wyróżnień odbywa się corocznie w grudniu i jest emitowana od samego początku w stacji FOX. Pierwsza edycja wręczenia nagród Billboardu odbyła się w 1990 roku i w odróżnieniu od nagrody Grammy jest przyznawana za popularność. Do popularności zalicza się sprzedaż konkretnych nagrań w roku, kiedy nagroda jest wręczana. Nagroda ta przyznawana jest „najpopularniejszym artystom/albumom/singlom”. Zestawienie popularności jest oparte na corocznym podsumowaniu Billboardu.
Od 1992 roku nagroda jest również przyznawana w kategorii Billboard Century Award, którą wyróżniani są zasłużeni wykonawcy z poprzednich dekad w muzyce rozrywkowej.
Ceremonia wręczenia nagrody w 2005 odbyła się w MGM Grand Hotel w Las Vegas w stanie Nevada, we wtorek 6 grudnia.
W 2016 najwięcej statuetek (8) zdobył kanadyjski piosenkarz The Weeknd m.in. w kategoriach Top Hot 100 Artist, Top R&B Artist, Top R&B Album (Beauty Behind the Madness).

## Lista artystów wyróżnionych w kategorii Billboard Century Award
- 1992 – George Harrison
- 1993 – Buddy Guy
- 1994 – Billy Joel
- 1995 – Joni Mitchell
- 1996 – Carlos Santana
- 1997 – Chet Atkins
- 1998 – James Taylor
- 1999 – Emmylou Harris
- 2000 – Randy Newman
- 2001 – John Mellencamp
- 2002 – Annie Lennox
- 2003 – Sting
- 2004 – Stevie Wonder
- 2005 – Tom Petty
- 2005, 2006 – Carrie Underwood